# Kamburlijiwka
Kamburlijiwka (ukr. Камбурліївка) – wieś na Ukrainie, w obwodzie kirowohradzkim, w rejonie aleksandryjskim, w hromadzie Onufrijiwka. W 2001 liczyła 1229 mieszkańców, wśród których 215 wskazało jako ojczysty język ukraiński, 1007 rosyjski, 4 mołdawski, 2 białoruski, a 1 ormiański. W 2021 liczyła 873 mieszkańców.